# Hera Farnese
L'Hera Farnese és una escultura del segle i. Es tracta d'una còpia romana en marbre d'un originaL de la segona mitad del segle v aC de l'escultor grec Policlet. Va pertànyer a la col·lecció de la casa de Farnese, des de l'any 1844 donada per l'arqueòleg alemany Heinrich von Brunn. Avui pertany i es troba al Museu Arqueològic Nacional de Nàpols.